# Цикіріті альдабранський
Цикірі́ті альдабранський (Nesillas aldabrana) — вимерлий вид горобцеподібних птахів родини очеретянкових (Acrocephalidae), що був ендеміком атолу Альдабра в архіпелазі Сейшельських островів.

## Опис
Альдабранський цикіріті був струнким птахом з довшими, порівняно з іншими цикіріті, крилами і лапами, а також з помітно довшими дзьобом і хвостом. Його довжина становила 18-20 см, вага 18–19,4. Довжина його крила становила 63–70 мм, довжина хвоста 85–91 мм, довжина дзьоба 18–20 мм. у дорослих птахів верхня частина тіла мала сірувато-коричневе забарвлення, а нижня частина тіла була більш блідою.

## Поширення і екологія
Альдабранські цикіріті на момент свого відкриття мешкали на вузькій смузі землі, загальною площею 0,1 км², на північному заході атолу Альдабра. На решті атолу (154 км²) альдабранський цикіріті жодного разу не спостерігався. Цей вид жив у густрих чагарниках висотою кілька метрів, що росли на кам'янистому ґрунті, живився комахами і павуками.

## Відкриття і вимирання
Альдабранський цикіріті був відкритий у 1967 році та науково описаний у 1968 році на основі самця, самиці та гнізда з 3 яйцями. Пташенята не були знайдені. З 1968 по 1975 рік, коли Роберт Прайс-Джонс з лондонського Музеою природознавства закільцював та сфотографував 6 птахів, вид не спостерігався. Після 1977 року альдабранського цикіріті спостерігали лише кілька разів, востаннє в 1983 році. Під час експедицій в 1986 році та у 2003–2004 роках не дали результату. МСОП визнав вид вимерлим у 1994 році. Імовірно, причиною вимирання виду було хижацтво з боку інтродукованих на острові сірих пацюків і котів.